# Franska samväldet
Franska samväldet (franska: Communauté française) upprättades 1958 genom Femte republikens författning och ersatte då Franska unionen som upprättats 1946. Franska samväldet var en sammanslutning av franska kolonier i Afrika tillsammans med Frankrike. Samväldet hanterade utrikespolitik, försvar, ekonomi och högre utbildning. Från början ingick förutom Frankrike Algeriet (stjälvständigt 1962),  Madagaskar, länderna i Franska västafrika förutom Franska Guinea (Senegal, Mauretanien, Franska Sudan, Övre Volta, Franska Togoland, Niger, Elfenbenskusten och Dahomey) och länderna i Franska ekvatorialafrika (Gabon, Kongo-Brazzaville, Centralafrikanska republiken och Tchad). 1960 valde kolonierna självständighet (Algeriet fick sin självständighet 1962) och flera av de för detta kolonierna lämnade då samväldet. Gabon, Kongo-Brazzaville, Madagaskar, Centralafrikanska republiken, Senegal och Tchad valde att stanna kvar i Franska samväldet. 
Trots att Franska samväldet formellt aldrig avskaffades så föll det i glömska och försvann under sent 1970-tal.
Som samordnande organ för fransktalande länder har det delvis ersatts av samarbetsorganisationen OIF (Organisation internationale de la Francophonie), grundat 1970.